# 張鵬翮
張鵬翮（1649年—1725年），字運青，號寬宇，四川潼川州遂寧縣（現屬重慶市潼南縣）人，祖籍湖北黃州府麻城縣，清朝政治人物。

## 生平
張鵬翮九歲能文。康熙八年（1669年）己酉科四川鄉試舉人，康熙九年（1670年）中式庚戌科會試第二百八十四名，三甲第一百二十二名進士。選翰林院庶吉士，散館授刑部主事，升禮部祠祭司郎中，康熙十九年（1680年）出為蘇州府知府，調兗州府知府，升大理寺少卿，康熙二十七年（1688年）隨索額圖所率使團到俄商定中俄邊界，簽定《尼布楚條約》，康熙二十八年（1689年）扈駕南巡，擢拔為浙江巡撫，任內嚴懲耗黜貪墨，康熙三十三年（1694年）任江南學政，康熙三十六年（1697年）升都察院左都御史，康熙三十七年（1698年）任兩江總督，康熙三十九年（1700年）任河道總督，康熙四十三年（1704年）加太子太保，康熙四十七年（1708年）升刑部尚書，康熙四十八年（1709年）改戶部尚書，康熙五十年（1711年）獲康熙帝任命為欽差大臣，調查著名的江南科考舞弊辛卯科場案。康熙五十二年（1713年）任順天鄉試正考官，同年改吏部尚書，以清廉自持，康熙帝讚之：“天下廉吏，無出其右”。《清实录》康熙五十二年（1713年），上问户部尚书张鹏翮曰：明末时，张献忠兵到四川，杀戮甚惨。四川人曾有记其事之书籍否？张鹏翮奏曰：彼时四川人，屠戮殆尽，无有记其事者。上曰：李自成与张献忠在河南邓州分兵。张献忠遂至四川。其间详细、未能悉知。尔父今年八十有七。以张献忠入川时计，约已十七八岁，必有确然见闻之处。尔问明缮折进呈（即其父张烺著《烬余录》）。同年，张鹏翮父张烺受邀入京参加康熙六十大寿，与致仕吏部尚书宋犖、徐潮，原任户部尚书王鸿绪、致仕礼部尚书许汝霖及丁忧工部尚书徐元正等，同东向坐。康熙五十七年（1718年）、康熙六十年（1721年）任會試正考官，康熙六十一年（1722年）加太子太傅。
雍正帝即位之初，張鵬翮多次請辭，雍正帝挽留。雍正元年（1723年）任文華殿大學士，加少保，仍兼吏部尚書，時人稱其為“遂寧相國”。同年七月，前往河南查議沖決馬營口工程。雍正三年（1725年）病逝，賜全葬，諡文端。 雍正帝讚他：“志行修潔，風度端凝，流芬竹帛，卓然一代之完人。樹範巖廊，允矣千秋之茂典”，入祀賢良祠。

## 家族
- 高祖张尚威、曾祖张惠、祖父张应礼在明代任怀远将军都司佥书。先祖为汉朝名臣張良，明初张万由湖北麻城迁至四川。
- 妻：唐氏，晚年随少子張懋齡在山东孔氏衍聖公家居住，葬于山东。
- 父：張烺，康熙帝六十大寿入京觐见，康熙帝要求张烺回忆张献忠屠蜀情况，即《烬馀录》，張鵬翮的姻亲家浙江海宁人尚书陈诜和学生王敬銘分别为其作传。配景氏，赠一品夫人，礼部尚书熊賜履为其撰墓誌銘。
- 叔：张灯，張烺九弟，因张献忠屠川，为舅父唐麟（明成祖朱棣帝师唐瑜后裔）收养为嗣，改名唐敬一，其后代有进士举人贡生唐之驥、唐开陶、唐赓陶、唐叔度和唐弘宇、唐樂宇父子、唐開陶、唐宏陶、唐賡陶、唐兆扶等。桐城知县唐叔度之子唐涥宇，和张问陶同辈，娶桐城宰相张廷玉外孙女即姚孔鋠和张廷玉长女张氏之女，唐兆扶学生进士薛煥、趙樹吉，同族清初思想家唐甄（唐大陶）。
- 兄弟姐妹：兄弟定远将军張鵬翼、宁国将军張鵬𦐭、康熙朝武进士云麾使張鵬翥娶妻总兵王應龍之女。姐妹张氏嫁苏州婁關蒋氏望族蔣重光，子蔣曾瑩，乾隆三十七年進呈蔣重光藏書百種，特賜內府書籍并御製七言詩褒獎。蔣重光從兄蔣杲，子兵部右侍郎蔣元益。
- 子：張懋誠，娶河南汝州知州罗大美之女，继娶康熙三十三年进士岳度之女；官至通政使、署工部右侍郎，《遂宁张氏族谱》張懋誠行述记载其曾经由大臣赫壽、趙申喬、梁世勛、張廷樞、朱軾、許汝霖、尹泰、李華之、崔徵璧等保荐，亦提及噶禮、趙申喬子趙熊詔。張懋誠行述提及其生平友人寥寥数人如俞兆晟（年羹尧亲信李维钧姻亲）、吕谦恒、许惟模、张令璜。
- 子：張懋齡，娶孔子嫡系山東衍聖公孔毓圻女為妻。張懋齡长子一品荫生張勤輔、娶山东莱阳后居曲阜孔氏门下沙氏。其曾祖礼部尚书沙澄（兄弟沙瀛、沙潢）、祖父沙汝洛（山东曲阜孔興燮女婿、孔毓圻妹夫，沙汝洛遂居于曲阜孔氏家）。張懋齡次子监生張勤政娶原籍安徽徽州府休宁后居江南上海等地程兆麟兄弟程兆彪之女、后娶山东曲阜孔氏孔兴扩之女。孔兴扩乃孔尚任族兄孔尚恪和亲兄曲阜县知县孔尚愉过继后裔。陕西道程兆麟、刑部主事程兆彪两人曾跟随张鹏翮治理河运多年，程兆麟妻乃钱陈群姨母陈榖。程兆彪、程兆麟兄弟和姻亲家张鹏翮、沙潢、沙汝洛、孔毓圻、孔衍溥曾迎接康熙帝拜访孔庙（见《幸鲁盛典》）、江南南巡，有康熙帝御赐书画、李煦奏折有提及程兆麟。钱陈群作《程兆彪墓志》提及诚亲王赠程兆彪题字和程兆彪佐遂宁相国张鹏翮治水。張懋齡两子張勤輔、張勤政两支后居山东曲阜。
- 女：三人。一嫁一品江南提督王绍绪、一嫁孔子嫡系山東衍聖公孔毓圻之侄孔传钜、一嫁江南兴化县廪生后官至大同府知府吴槃，吴敬梓从兄，官员吴国龙之孙吴雷焕的长子。
- 孫：張勤望，官至山東登州府知府、署登萊青海防兵備道。張勤寵，雍正朝任陕西通判州同知州，奉怡亲王谕参与查抄陕西年羹尧的家军器送交造办处。张勤宠娶清代重臣王掞兄王揆之孙、即王原祁胞侄成都府知府王瞻之女，张勤宠此支后裔移居苏州，子张顾凯。
- 孫女：張懋誠女九人，一人嫁兖州府同知王涛之子王心榘；一嫁云贵总督蔣陳錫之孙蔣楠，即文华殿大学士户部尚书蔣廷錫之侄孙；一嫁和曹雪芹祖曹寅关系密切的两淮盐运使李陈常之子李宗信，即年羹尧亲信直隶总督李维钧之侄，而年羹尧差点与張懋誠成为亲戚，年羹尧一女曾与張懋誠妹夫孔传钜的兄弟孔传镛订婚，后因年羹尧犯事，山东孔氏退婚；雍正八年，張懋誠一女嫁山西布政使胡瀛之子，雍正九年一女嫁捐纳知州浙江画家沈铨。張懋誠还有一女嫁湖广总督楊宗仁之孙杨盛芳，即陕甘总督东阁大学士楊應琚的从兄，杨盛芳胞姐妹一人嫁诚亲王允祉之子弘暹，杨盛芳父杨文魁的兄弟杨文坤娶了高其倬和纳兰容若长女那拉氏所出之女，后来張懋誠曾孙女张问筠嫁入高其位家族。张勤淑，字友勤，张鹏翮三弟张鹏翥儿子张懋恭次女，嫁苏州举人吴翀，师沈德潛。張懋龄女一嫁康熙二十一年状元禮部尚書蔡升元之子蔡成龙，蔡升元從父康熙九年状元蔡啟僔、從祖明朝禮部尚書蔡奕琛。
- 曾孫：張顧鑒，官至雲南開化府知府，娶汉军李氏，宝应縣和彭澤縣知县李松泰之女。李松泰，大兴籍，字輔臣，號介石，为江南总督赵弘恩堂妹夫，赵弘恩父赵世纶胞兄河道总督赵世显和張鵬翮关系好。张顾霖，娶毕氏，监察御史康熙五十七年进士毕谊之女，毕谊，字元復，號咸齋，畢沅叔祖，畢沅为其作《敬題家叔祖兵科給事中咸齋公遺照六首》。
- 玄孫：張問陶，清代蜀中第一大詩人，尤其出名，與袁枚、趙翼並稱性靈派三大家，原配太子太傅周煌孫女、左都御史周興岱之女，早亡；張問陶继妻女詩人林頎，字韻徵，號佩環，為福康安世仆四川布政使林儁次女。清代诗人張問安娶望族海宁陈氏陳慧殊，礼部尚书陈诜兄弟按察司副使陈谦的孙女、同知陈亿之女、名臣陳世倌的侄女，族内亦有重臣陳元龍。《桃花扇》作者孔尚任曾为陈慧殊祖父陈谦的幕僚。张问莱娶四川才女杨古雪（名继端）。张顾霖子张问簪之女嫁汉军正白旗李氏举人官甘肃皋兰县试用知县李秀山。
- 玄孙女：張筠，张问陶胞妹，嫁总督高其位的曾孙世袭骑都尉佐领高扬曾（高其位-高趩-高瑛-高扬曾），高扬曾袭族内广东提督高瑹骑都尉职，清末民國眾多文人如恩華、震鈞、胡適、張愛玲、吳世昌曾認定红楼梦高鶚繼妻是張問陶妹張筠。現代學者通過《遂寧張氏族譜》和山东《高密高氏族谱》考證張筠嫁高鶚同旗鑲黃旗漢軍高瑛之子騎都尉高揚曾，即高其位曾孫。张问端，张顾霖（张顾鉴弟）之女，张问陶从姊，字淑徵，清代女诗人，著有《淑徵诗草》，船山为之序。张问端嫁江苏无锡南塘丁氏望族，广州府知府丁尹志之子甘肃循化厅同知丁阆洲（号藕仙、耦仙），墓文由总督鄂山撰，张问端嗣子有曹娥场大使丁廷楷、甘肃平凉县知县丁棻。同族后裔有民国丁福保、中将丁錦（女儿旅日华侨丁惟柔）。张问端和丁阆洲次女丁采芝，字芝润，清代女诗人，著有《芝润山房诗词草》，和母张问端唱和吟詠《紅樓夢》，丁采芝嫁无锡人邹廷敭，官四川縣南部縣縣丞駐富村驛兼管鹽務。
- 其他：张鹏翮曾入国丈索額圖幕府，为其重用，并和索額圖、海宁陳世安出使俄罗斯。张鹏翮推荐官员有張志棟、張伯行、趙世顯（趙弘恩叔）、蔣陳錫等，多互为联姻。

## 著作
孙桐生《国朝全蜀诗钞》收其詩。著有《治河记》10卷、《奏议》12卷、《奉使俄罗斯日记》及《如意堂诗文》等。有《张文端公全集》。

## 延伸阅读
[在维基数据编辑]
 《清史稿·卷279》，出自趙爾巽《清史稿》
 在维基共享资源阅览影像

## 外部連結
- 張鵬翮 （页面存档备份，存于） 中研院史語所

| 官衔          | 官衔                                                                                    | 官衔          |
| ------------- | --------------------------------------------------------------------------------------- | ------------- |
| 前任： 范承勳 | 兩江總督 康熙三十七年十一月壬辰－康熙三十九年三月癸卯 （1698年12月23日－1700年4月28日） | 繼任： 陶岱   |
| 前任： 王鴻緒 | 戶部漢尚書 康熙四十八年二月庚午－康熙五十二年十月丙子 （1709年4月8日－1713年11月19日）  | 繼任： 趙申喬 |
| 前任： 吴一蜚 | 吏部漢尚書 康熙五十二年十月丙子－雍正元年二月壬子 （1713年11月19日－1723年3月8日）      | 繼任： 田從典 |